# Storholmen (vid Torsö, Raseborg)
Storholmen är en ö i Finland. Den ligger i Finska viken och i kommunen Raseborg i landskapet Nyland, i den södra delen av landet. Ön ligger omkring 77 kilometer väster om Helsingfors.
Öns area är 15,6 hektar och dess största längd är 0,7 kilometer i öst-västlig riktning.